# 卡多蘭
卡多蘭(Cardolan)是英國作家托爾金（J. R. R. Tolkien）所著史詩式奇幻文學作品中的虛構國家，它和雅西頓（Arthedain）及魯道爾（Rhudaur）是北方亞爾諾（Arnor）王國在第三紀元861年分裂後的三個繼承國之一。

## 地理位置
卡多蘭的領土位於伊利雅德（Eriador）南部，是北方登丹人國度中最南邊的一個，其主要轄境是敏西力亞斯（Minhiriath）地區。
卡多蘭的西邊和北邊分別以烈酒河(Brandywine)和東方大道作為與雅西頓的國界；東邊以東方大道和狂吼河(Hoarwell)做為與魯道爾的國界；南至灰泛河(Greyflood)，西南方則是貝烈蓋爾海的海岸與岸邊的埃林佛恩森林，風雲丘附近的南崗和老林也位於卡多蘭境內。
連繫了南北登丹人王國的綠蔭路（Greenway）穿越了卡多蘭的領土，連接了塔巴德與北方雅西頓的首都佛諾斯特（Fornost）。

## 語源
卡多蘭（Cardolan）之名稱似乎可以被解讀為辛達語的「紅色山丘之地」Red hill land，但托爾金從未正式說明過該名稱的意涵。

## 人口
卡多蘭的人口主要是登丹人、原先即居於此的伊甸人（Edain），以及部份西遷的哈比人（Hobbit）。

## 歷史

### 建立
亞爾諾王國最後一任君王艾蘭多（Eärendur）在位期間，他的三位兒子即已公開發生不和，在第三紀元861年艾蘭多駕崩後，這樣的不和更進一步形成內戰。無法控制形勢的王位正統繼承人艾姆拉斯（Amlaith）最後只能將他的領地縮小到雅西頓一地，他的其中一位弟弟則在雅西頓東南方建立了卡多蘭（Cardolan）。

### 安格馬崛起與卡多蘭的亡國
面對安格馬的威脅，卡多蘭承認雅西頓為宗主國，並接受時任雅西頓國王亞瑞吉來布一世（Argeleb I）的最高統治地位。第三紀元1356年，魯道爾在安格馬的操控下入侵雅西頓。亞瑞吉來布一世在該次衝突中戰死，但卡多蘭的援軍協助了雅西頓在風雲丘維持了強力的防線。
然而，戰況在第三紀元1409年大為扭轉，安格馬的軍力在併吞魯道爾後向南長驅直入卡多蘭，肆虐了除了古墓崗和塔巴德以外所有地區的建設，而雅西頓同時間亦忙於防守首都佛諾斯特，無力向南派援，卡多蘭於是隨著君主被殺而滅亡。

### 滅亡之後
卡多蘭雖然在1409年即亡國，但敏西力亞斯的土地仍生活著許多人民，其中部分人在雅西頓的協助下仍堅守著古墓崗與老林一帶。
第三紀元1636年，大瘟疫（Great Plague）從魔多開始蔓延，這場瘟疫在進入卡多蘭之後，造成絕大部份境內的遺民死亡，只剩下塔巴德尚有部分居民。而在瘟疫過後，安格馬派出的屍妖（Barrow-wights）進佔了古墓崗。
第三紀元1856年，雅西頓國王亞拉瓦（Araval）曾試圖重建卡多蘭，但他派出的人馬在遇上古墓屍妖後非死即逃，重建以失敗告終。

## 外部連結
1. ↑  .   [2011-10-28]. （原始内容存档于2020-07-06）.
2. ↑  《魔戒三部曲》 2001年 聯經初版翻譯 地圖